# Cha Tae-hyun
Cha Tae-hyun (차태현?, Cha Tae-hyeonLR; Seul, 25 marzo 1976) è un attore, cantante e conduttore televisivo sudcoreano.

## Filmografia
- Cheotsarang – serial TV (1997)
- Yeopgijeog-in geunyeo, regia di Kwak Jae-yong (2001)
- Happy Ero Christmas (해피 에로 크리스마스?), regia di Lee Kun-dong (2003)
- Ti presento la mia ragazza, regia di Kwak Jae-yong (2004)
- Parang-juuibo, regia di Chong Yun-su (2005)
- Saedeu mubi, regia di Kwon Jong-kwan (2005)
- Kwasok scandle, regia di Kang Hyeong-cheol (2008)
- Hello Ghost, regia di Kim Young-Tak (2010)
- Jeon Woo-chi (전우치) – serial TV (2012-2013)
- Catch Me (캐치미), regia di Lee Hyeon-jong (2013) – cameo
- Producer (프로듀사) – serie TV (2015)
- Pureun bada-ui jeonseol (푸른 바다의 전설) – serie TV, episodio 4 (2016-2017)
- Moving (무빙?, MubingLR) – serie TV (2023)

## Discografia
- 2001 - Accident
- 2003 - 더북 (The Book)